# Walter Brösamle
Walter Brösamle (* 25. August 1903; † 1976) war ein deutscher Verwaltungsjurist.

## Werdegang
Brösamle legte im Mai 1931 an der Rechts- und wirtschaftswissenschaftlichen Fakultät der Universität Tübingen seine Promotionsschrift vor. Später war er im Amt eines Ministerialdirigenten Leiter der Rechts- und Verfassungsabteilung im Innenministerium des Landes Baden-Württemberg. Zum 31. August 1968 schied er aus dem Staatsdienst aus.
Er war Mitglied der Studentenverbindung Luginsland Tübingen.

## Ehrungen
- 1969: Großes Verdienstkreuz der Bundesrepublik Deutschland